# Voyeurisme
Voyeurisme is het heimelijk en doorgaans met seksuele lustgevoelens kijken naar een of meer mensen die geheel of gedeeltelijk naakt zijn en al dan niet seksuele handelingen verrichten.
Het begrip voyeurisme wordt ook in niet-seksuele zin gebruikt voor de nieuwsgierigheid naar privézaken van vreemden. Het televisieprogramma Big Brother stoelt op deze nieuwsgierigheid.
Het heimelijk filmen of fotograferen van meisjes en vrouwen onder de rok wordt upskirt genoemd en is een vorm van voyeurisme. Dit geldt eveneens voor downblouse, het heimelijk bespieden en vastleggen van de borsten van de vrouw door vanuit de juiste invalshoek in de bovenkleding van de vrouw te kijken.
Sigmund Freud zag voyeurisme als het antoniem van exhibitionisme, die beide een faciliterende rol spelen bij het tot stand komen van het Ik.

## Belgisch strafrecht
Naar Belgisch strafrecht is voyeurisme een misdrijf (art. 417/8 Sw.), namelijk: 
Het observeren of doen observeren van een persoon of van deze persoon een beeld- of geluidsopname maken of doen maken,
- rechtstreeks of door middel van een technisch of ander hulpmiddel;
- zonder de toestemming van die persoon of buiten zijn medeweten;
- terwijl die persoon ontbloot is of een expliciete seksuele daad stelt; en
- terwijl die persoon zich in omstandigheden bevindt, waarin hij redelijkerwijs mag verwachten beschut te zijn voor ongewenste blikken.

Onder ontblote persoon wordt begrepen de persoon die zonder toestemming of buiten zijn medeweten een deel van zijn lichaam toont dat op grond van zijn seksuele integriteit verhuld zou zijn gebleven indien die persoon had geweten dat hij werd geobserveerd of dat er een beeld- of geluidsopname van hem werd gemaakt.
Door het tweede lid vallen ook zogenaamde creepshots (bv. foto's onder de rokken) onder voyeurisme. Op het misdrijf staat zes maanden tot vijf jaar gevangenisstraf.